# Leopold Alois Hoffmann
Leopold Alois Hoffmann (Niederwittig, 22 gennaio 1760 – Wiener Neustadt, 2 settembre 1806) è stato uno scrittore, giornalista, agente segreto, germanista, drammaturgo e massone austriaco.
Secondo molti suoi contemporanei, nel periodo dei malumori dovuti alle riforme di Giuseppe II, Hoffmann fu una spia governativa.

## Biografia
Hoffmann nacque a Niederwittig presso Kratzau (attuale Chrastava) al confine settentrionale della Boemia, che all'epoca era parte della monarchia asburgica. Suo padre, Johann Friedrich Hoffmann (1720–1767), era un ciabattino e sarto di successo in città. Leopold frequentò il prestigioso Matthias-Gymnasium a Breslavia, tenuto dai gesuiti, per poi trasferirsi a studiare per un breve periodo a Vienna e quindi, nel 1777, a Praga dove si lanciò come scrittore. La sua prima pubblicazione fu un volume di ballate e poemi religioso-patriottici che ottennero l'approvazione di Michael Denis, una delle figure più importanti della scena letteraria viennese.
Nel 1782 si trasferì definitivamente a Vienna dove si pose al servizio dell'editore pubblicista Johann Ferdinand von Schönfeld. L'ascesa al trono di Giuseppe II del Sacro Romano Impero come nuovo imperatore nel 1780 aprì la strada al pensiero illuminista. Scrivendo anonimamente o sotto uno dei suoi molteplici pseudonimi, produsse diversi pamphlets e scrisse per diverse testate giornalistiche. Nel 1783 divenne massone: gran parte del tono politico dei suoi scritti durante questo periodo fu radicale proprio in relazione al suo appoggio alla massoneria. Il giornale principale per cui scrisse dal 1782 al 1784 fu il "Verità settimanali sui predicatori a Vienna" ("Wöchentlichen Wahrheiten für und über die Prediger in Wien"), che metteva in relazione o criticava i sermoni settimanalmente detti durante le messe nelle chiese di Vienna con gli standard dell'"giuseppinismo illuminato". Divenne quindi segretario di Otto Heinrich von Gemmingen-Hornberg che nel 1783 divenne il principale giornalista della testata per cui lavorava. Fu attraverso von Gemmingen che Hoffmann entrò in contatto con la massoneria viennese e col circolo degli "Illuminati", di cui divenne membro col nome d'ordine di Sulpicius. Nell'aprile del 1783 venne accettato come membro nella loggia massonica "Alla Beneficenza" ("Zur Wohltätigkeit"), che era stata da poco fondata da von Gemmingen e di cui, dal novembre del 1783, Hoffmann divenne segretario. Successivamente, Hoffmann e von Gemmingen entrarono in conflitto. L'origine di questi dissidi ancora oggi non è del tutto chiaro. Hoffmann, come segretario della loggia, accusava von Gemmingham di non avergli corrisposto da tempo il suo onorario e di non aver mantenuto alcune promesse fattegli. Nel 1785 Hoffmann lasciò Vienna, sfruttando la sua amicizia personale col diplomatico Gottfried van Swieten, coinvolto direttamente nelle riforme sull'educazione di Giuseppe II e molto influente a corte, per ottenere una cattedra di lingua tedesca all'Università di Pest, dove rimase sino al 1790.
A Pest Hoffmann incontrò Franz Gotthardi, un ex mercante di caffè entrato poi in bancarotta e ora commissario di polizia sotto copertura. I due divennero amici e Hoffmann si offrì di fargli da spia e da corriere. I germanofoni erano una minoranza a Budapest, e spesso coloro che erano identificati come impiegati governativi erano mal visti. Quando la situazione politica iniziò a fremere in Ungheria, Hoffmann e Gotthardi fecero ritorno insieme a Vienna nel 1790. Il nuovo imperatore Leopoldo II del Sacro Romano Impero, con lo scoppio della Rivoluzione Francese ad ovest, abolì molte delle riforme illuminate del fratello, mentre i massoni vennero generalmente visti come giacobini. Sempre grazie all'amicizia con Gotthardi nel 1790 o nel 1791 Hoffmann ottenne la cattedra di lingua tedesca all'Università di Vienna, nomina che solo in apparenza fu una concessione personale dell'imperatore. Nel 1790 Hoffmann scrisse due pamphlets intitolati "Babele" e "Ninive" contro i ribelli ungheresi, ma questi non fecero presa sul sovrano. Si dice che l'imperatore Leopoldo II abbia affermato a tal proposito: "Questo è un coglione, lo so, ma mi ha reso un servizio eccellente come spia". Ad ogni modo, Leopoldo II morì nel marzo del 1792.
Negli anni '90 del Settecento, Leopold Alois Hoffmann divenne sempre più insistente nelle sue visioni reazionarie. Fulminò con le sue parole il neonato giornale "Wiener Zeitschrift", accusando l'illuminismo di aver provocato la Rivoluzione Francese, denunciando come "giacobini" i suoi ex compagni massoni e altri partigiani dell'illuminismo. La sua eloquente ipocrisia non mutò. Un altro autore di pamphlets, Franz Xaver Huber, sfruttò il proprio giornale "Das politische Sieb" per attaccare Hoffmann in un articolo col titolo retorico "Può uno scrittore come il professor Hoffmann [permettersi] di avere influenza sul carattere del popolo tedesco e sui suoi principi?" Fu probabilmente da quel titolo che nella mente di molti iniziò a stamparsi chiara l'idea che Hoffmann fosse un'eminenza grigia al servizio del governo e dell'imperatore. Quello di Huber ad ogni modo non fu l'unico attacco che Hoffmann subì in quel periodo: Johann Baptist von Alxinger pubblicò nel 1792 l'"Anti-Hoffmann" mentre Adolph Freiherr Knigge, anonimamente, pubblicò la satira "Le ultime carte del Signor Segretario di Stato santificato Samuel Conrad di Schaafskopf" ("Des seligen Herrn Etatsraths Samuel Conrad von Schaafskopf hinterlassene Papiere"), seguito nel 1793 da ulteriori contributi di Karl Theodor Anton Maria von Dalberg.
Ad ogni modo, ciò che pose fine alla carriera di Hoffmann non furono i suoi detrattori, quanto piuttosto la morte del sovrano che lo proteggeva. Sotto il nuovo imperatore Francesco II, infatti, vennero iniziate delle indagini che misero in dubbio la preparazione di Hoffmann come professore. Hoffmann venne costretto a chiudere il suo "Wiener Zeitschrift" e, alla fine delle indagini, venne costretto a ritirarsi con una modesta pensione.   Amareggiato, si trasferì a Wiener Neustadt, appena fuori Vienna, dove visse per il resto dei suoi giorni, continuando a pubblicare articoli aggressivi contro i suoi contemporanei, in particolare contro gli ungheresi, ritenendoli parte della cospirazione massonica allo stato.
Assieme alle sue poesie, Hoffmann pubblicò anche diversi drammi per teatro, spesso rappresentati al Burgtheater ("Teatro di corte") di Vienna.
Hoffmann morì a Wiener Neustadt il 2 settembre 1806. I suoi scritti vennero ben presto dimenticati, ma vennero poi recuperati qualche decennio dopo durante la presidenza del governo di Klemens von Metternich, quando alcuni suoi lavori vennero pubblicati nuovamente.